# Bethylonymus nigricornis
Bethylonymus nigricornis  (лат.) — ископаемый вид жалящих перепончатокрылых рода Bethylonymus из семейства Bethylonymidae. Один из древнейших представителей подотряда стебельчатобрюхие. Ископаемые остатки были обнаружены в юрских отложениях (Средняя Азия, Казахстан, Карабастауская свита, келловейский ярус, Карабастауская свита, село Кошкарата (Байдибекский район) около 165 млн лет). Длина тела 6,5 мм, длина переднего крыла 3,0 мм.
Вид Bethylonymus nigricornis был впервые описан по отпечаткам в 1975 году советским и российским палеоэнтомологом Александром Павловичем Расницыным (ПИН РАН, Москва, Россия) и включён в состав рода Bethylonymus. Сестринские таксоны: Bethylonymus curtipes, B. magnus, B. micrurus, B. microphthalmus, B. pedalis, B. robustus, B. sibiricus. Включены в состав ископаемого надсемейства Bethylonymoidea, корневой группы для всех жалящих перепончатокрылых насекомых (Aculeata).